# Buszków Dolny
Buszków Dolny [pronunciación en polaco: /ˈbuʂkuf ˈdɔlnɨ/] es un pueblo ubicado en el distrito administrativo de Gmina Żychlin, dentro del condado de Kutno, Voivodato de Łódź, en el centro de Polonia. Se encuentra a unos 3 kilómetros al este de Żychlin, a 21 kilómetros al este de Kutno, y a 54 kilómetros al norte de la capital regional Łódź.
El pueblo tiene una población de 100 habitantes.